# Quettabyte
Een quettabyte (afgekort: QB) is 1.000.000.000.000.000.000.000.000.000.000 bytes (1030). Quetta is het SI-voorvoegsel voor quintiljoen.
Dit voorvoegsel werd in november 2022 door het Franse BIPM (Bureau International des Poids et Mesures) bekendgemaakt.
Andere eenheden of benamingen: bit · nibble/tetrade · byte/octet · phit · qubit · qutrit · trit